# Liste des quartiers de Cluj-Napoca
Voici la liste des quartiers de Cluj-Napoca.

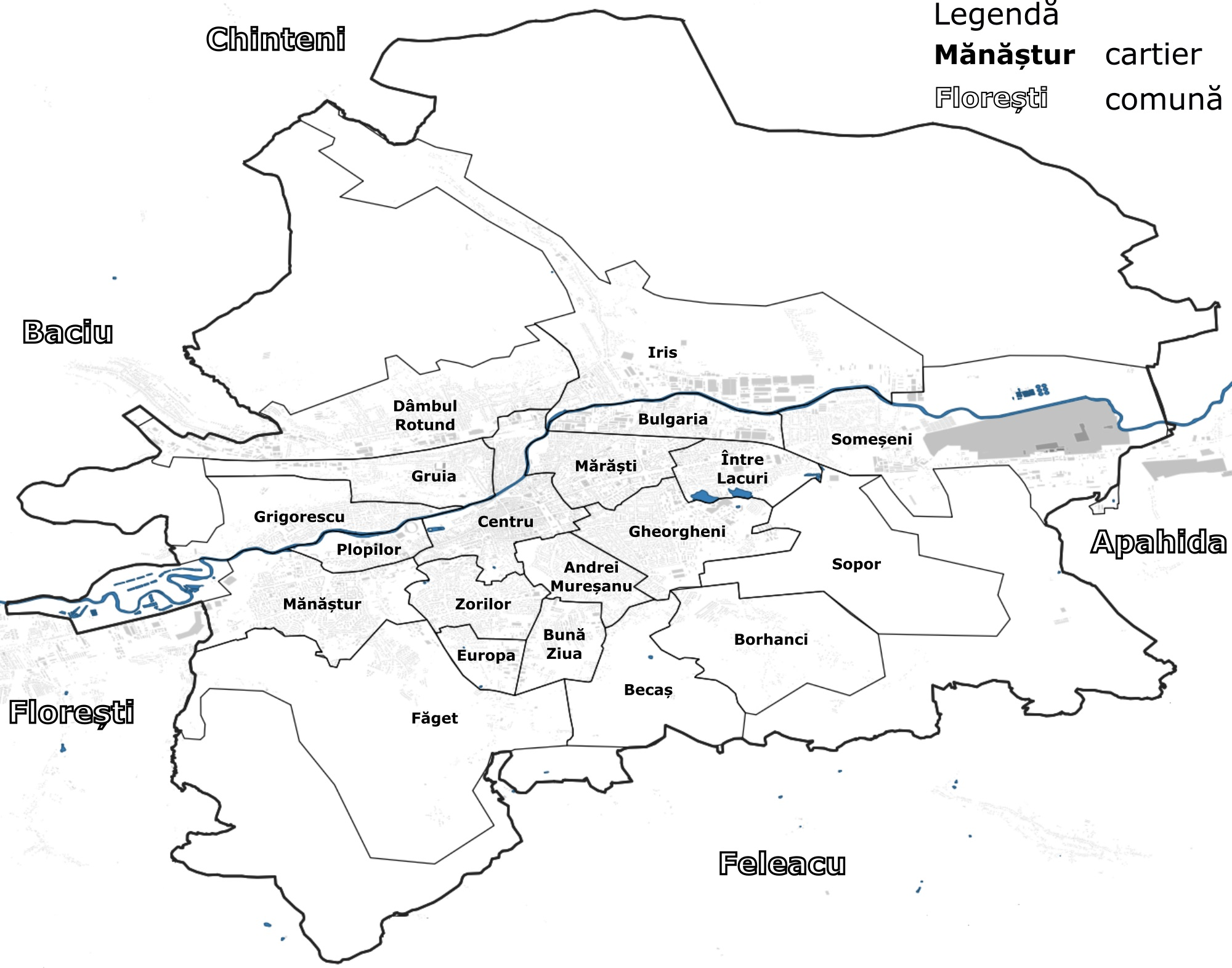
Quartiers de Cluj-Napoca

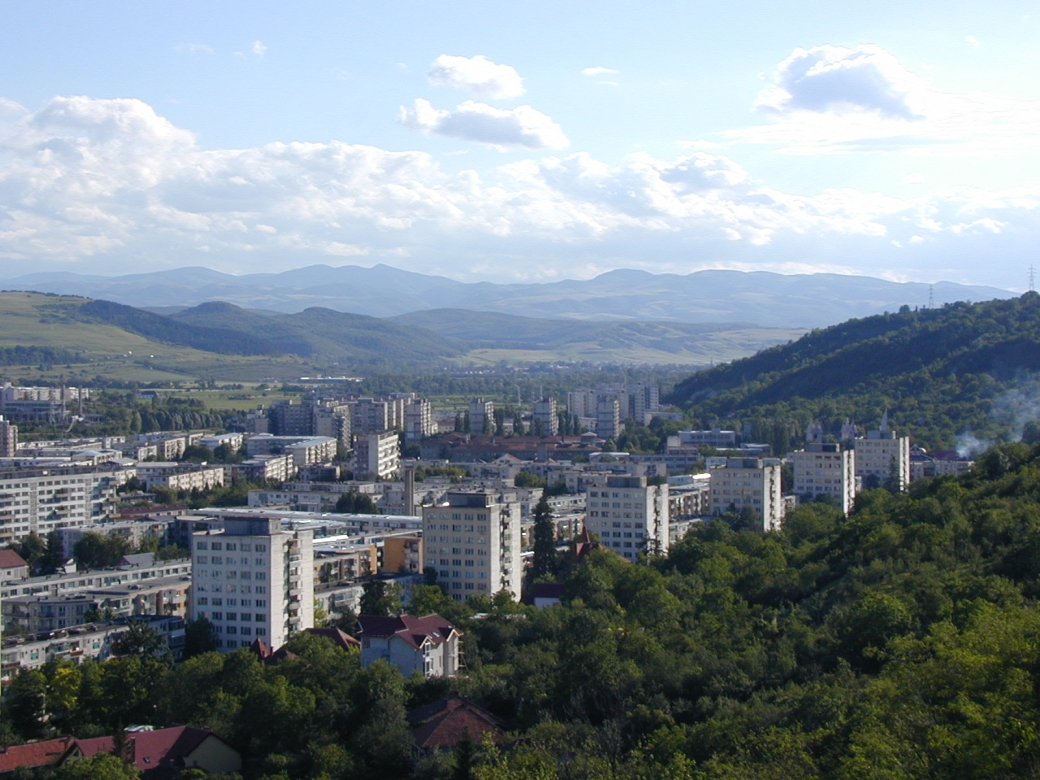
Le Quartier Grigorescu et la Forêt Hoia. À l'arrière-plan on voit les Monts Apuseni.

- Andrei Mureșanu
- Becaș
- Borhanci
- Bulgaria
- Bună Ziua
- Centru
- Dâmbul Rotund
- Făget
- Gara
- Gheorgheni
- Grădinile Mănăștur
- Grigorescu
- Gruia
- Iris
- Între Lacuri
- Lombului
- Mănăștur
- Mărăști
- Someșeni
- Sopor
- Tineretului
- Zorilor
- Zorilor Sud